# Troy Davis

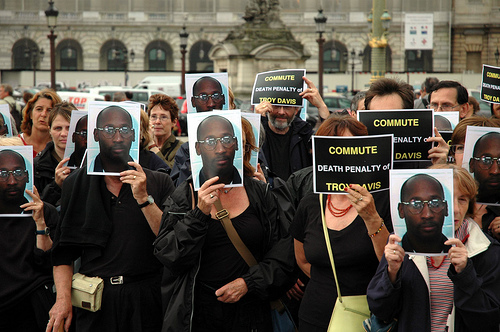
Demonstration in Paris am 12. Juli 2008

Troy Anthony Davis (* 9. Oktober 1968; † 21. September 2011 bei Jackson, Georgia) war ein in allen Instanzen des Mordes an dem weißen Polizisten Mark MacPhail für schuldig befundener und zum Tode verurteilter US-Bürger. Er wurde 2011 hingerichtet.
Der Fall erfuhr wegen der vorgebrachten Zweifel an Davis’ Schuld ein großes Medienecho und führte zu internationalen Protesten.

## Kindheit und Jugend
Troy Davis war das älteste Kind von Joseph Davis, einem Kriegsveteranen des Koreakriegs, und der Krankenhausangestellten Virginia Davis. Das Paar wurde geschieden, als Troy noch klein war. Er wuchs mit vier Geschwistern in einer vorwiegend afroamerikanischen Mittelstandsgegend im Stadtteil Cloverdale von Savannah (Georgia) auf. Einer seiner Lehrer beschrieb seine schulischen Leistungen als "unterdurchschnittlich". Troy schied in der 11. Klasse aus, unter anderem, um seine behinderte kleine Schwester zur Therapie zu fahren. In einem zweiten Anlauf erreichte er 1987 seinen High-School-Abschluss. Ein Lehrer an dieser Schule sagte später vor Gericht aus, Troy sei zwar regelmäßig zum Unterricht gekommen, es habe ihm jedoch an „Disziplin“ gefehlt. Sein Spitzname damals war „Rah“ und stand für „Rough as Hell“ (Grob wie die Hölle). Einige Nachbarn gaben an, dass diese Beschreibung nicht seinem Wesen als geradlinigem Typen und seiner Rolle als „großer Bruder“ für viele Kinder im Viertel gerecht wurde.
Im Juli 1988 kam Davis vor Gericht, weil er eine Waffe versteckt bei sich geführt hatte. Er wurde zu einer Geldstrafe von 250 Dollar verurteilt. Einen Monat später fing er als Arbeiter in einer Firma an, die Bahnschranken herstellte. Sein Vorgesetzter beschrieb ihn als freundlichen, guten Mitarbeiter, aber Davis tauchte immer seltener und ab Anfang 1989 gar nicht mehr im Betrieb auf. Er war Trainer in einem Polizei-Sportclub und bewarb sich als Marinesoldat.

## Mord, Anklage und Verurteilung
Am Abend des 18. August 1989 verließ der damals 21-jährige Davis zusammen mit einem Freund eine Swimmingpool-Party in Cloverdale. Die Passagiere eines vorbeifahrenden Wagens beschimpften die beiden mit Obszönitäten, worauf einen der Autoinsassen eine Geschosskugel im Gesicht traf, nach Zeugenaussagen abgefeuert von Troy Davis (... “a young, tall, African-American male wearing a white batman shirt, a black hat, and shorts”, a description that fitted Davis to a t.) Wenig später trafen Davis und sein Freund auf Sylvester „Redd“ Coles, der sich vor einem Burger-King-Schnellrestaurant mit dem Obdachlosen Larry Young um ein Bier stritt. Davis kam hinzu und schlug diesen dabei mit seiner Handfeuerwaffe gegen den Kopf. Der damals 27-jährige Polizist Mark MacPhail, der zu dem Zeitpunkt außerdienstlich als Sicherheitsmann für Burger King arbeitete, schritt ein und wurde dabei, nach Überzeugung aller den Fall verhandelnden Gerichtsinstanzen, von Davis erschossen. Ein Schuss traf ihn ins Herz, ein weiterer ins Gesicht. Seine Dienstwaffe hatte er nicht gezogen.
Davis wurde 1991 des am 18. August 1989 begangenen Mordes am Polizeibeamten Mark MacPhail, sowie der Schüsse auf den Wagen und weiterer Vergehen für schuldig befunden und zum Tode verurteilt. Die Verurteilung beruhte auf Aussagen von Augenzeugen, sowie ballistischen Untersuchungen der an beiden Tatorten gefundenen Projektile und Patronenhülsen. Davis hatte alle Anschuldigungen stets bestritten. Er gab zwar zu, am Tatort gewesen zu sein, behauptete aber seinerseits, dass Coles den Obdachlosen geschlagen und den Polizeibeamten Mark MacPhail ermordet hätte, was vom Gericht aufgrund der Widersprüche zu den Aussagen neutraler Zeugen, wie z. B. der des Obdachlosen oder des „Airman“, als nicht glaubhaft beurteilt wurde.
Seither haben sieben von insgesamt 34 Belastungszeugen (in den Medien fälschlicherweise oft als neun Belastungszeugen angegeben) ihre Aussagen in Teilen geändert und zum Teil die Polizei beschuldigt, sie zu falschen Aussagen genötigt zu haben. Der Zeuge, der Davis zur Anzeige gebracht hatte, stand angeblich selbst unter dem Verdacht, den Mord begangen zu haben, was allerdings nicht durch Quellen belegt ist.
Die New York Times erwähnt den Fall erstmals am 19. September 2008, als die Hinrichtung erstmals anstand, unter dem Titel „What's the Rush?“ („Wozu die Eile?“).

„Jemanden zu töten, dessen Schuld nicht bewiesen ist, ist immer pervers, aber eine Extra-Dosis Perversion liegt in dem Fall vom 19. August 1989, als der Polizist Mark Allen MacPhail ermordet wurde. […] Neun [sic] Zeugen haben seit Beginn der Verhandlung im Jahr 1991 gegen Mr. Davis ausgesagt, aber sieben davon änderten inzwischen ihre Version der Geschichte.“

## Wiederaufnahmeanträge
Davis beantragte unter dem Verweis auf neue, entlastende Beweise mehrfach die Wiederaufnahme seines Verfahrens. Sein Hinrichtungstermin wurde insgesamt dreimal kurzfristig verschoben. Zuletzt stellte er im Oktober 2008 einen habeas-corpus-Antrag beim Bundesberufungsgericht für den elften Gerichtskreis. Dieser Antrag wurde am 16. April 2009 aus verfahrensrechtlichen Gründen abgelehnt. Am 17. August 2009 entschied der Oberste Gerichtshof der Vereinigten Staaten, dass Troy Davis, aufgrund der vorgebrachten Zweifel, das Recht auf eine Anhörung habe. Ein Bundesgericht wurde beauftragt, den Fall erneut zu verhandeln.

## Anhörung im Juni 2010
Die Anhörung in Savannah, in deren Verlauf der Fall erneut aufgerollt wurde, fand im Juni 2010 statt. Davis und seinen Rechtsvertretern wurde aufgetragen, zu beweisen, dass er von keiner Jury mit vernünftigen Geschworenen verurteilt worden wäre. Der Fall lag über 20 Jahre zurück, seinerzeit wurden keine DNA-Spuren oder Fingerabdrücke sichergestellt, wohl aber andere physische Beweise in Form von Projektilen und Patronenhülsen. Die Verteidigung bestand darin, die Zeugen aufzurufen, die bei Troys ursprünglicher Verurteilung gegen ihn ausgesagt hatten. Von 34 Zeugen änderten sieben Teile ihrer damaligen Aussage in schriftlicher Form oder sagten auch vor Gericht aus. Zwei der Zeugen gaben an, dass sie zum Zeitpunkt von Troys Verhaftung von der Polizei zu ihren Aussagen genötigt worden waren. Sie seien damals als Minderjährige allein auf die Polizeiwache verbracht worden, und man hatte angeblich damit gedroht, sie selbst wegen Beihilfe zum Mord anzuklagen. Dies wurde vom Gericht aufgrund von Widersprüchen in den Aussagen als nicht glaubhaft beurteilt.
Zwei andere Zeugen hatten Änderungen ihrer Aussagen in schriftlicher Form abgegeben, wurden von der Verteidigung aber nicht aufgerufen, obwohl sie im Gericht für eine Aussage zur Verfügung standen. Dadurch gab es keine Möglichkeit die Zeugen ins Kreuzverhör zu nehmen, wodurch die Glaubhaftigkeit ihrer schriftlichen Aussagenänderungen in den Augen des Gerichts in starke Zweifel gezogen wurde.
Viele der Änderungen der Aussagen waren widersprüchlich oder betrafen nur unwesentliche Details. So hatte z. B. ein Zeuge und Freund Davis’ bei der ersten Vernehmung angegeben, er hätte gesehen, wie Davis den Obdachlosen mit einer Waffe gegen den Kopf schlug. In seiner neuen Aussage gab er an, er hätte nur gesehen, dass Davis den Obdachlosen schlug und nicht, ob er dabei eine Waffe in der Hand hatte, was aber durch die Art der Verletzung des Obdachlosen belegt ist.
Einer der Zeugen, die ihre Aussage nicht abgeändert haben, war zum Zeitpunkt der Tat Angehöriger der US Air Force und hatte Davis eindeutig identifiziert. Der Hauptbelastungszeuge Sylvester Coles, der Davis zuerst bei der Polizei als Täter angezeigt hatte, stand angeblich selbst unter Tatverdacht. Er wurde durch die Verteidigung nicht vorgeladen, obwohl die Möglichkeit dazu bestand, eine Tatsache, die der verhandelnde Richter William Theodore Moore der Verteidigung vorwarf, da dies seiner Meinung nach die Fakten verzerre. Die Verteidigung hingegen argumentierte, dass sie keine Möglichkeit gehabt habe, Coles gegen seinen Willen zur Verhandlung zu bringen, und dass es ohnehin sinnlos sei, jemanden aussagen zu lassen, der kein Interesse daran haben könne, Troy Davis’ Unschuld zu beweisen.
Drei Monate nach Abschluss der Anhörung verkündete Richter Moore vom Bundesbezirksgericht für Süd-Georgia sein Urteil:

“While the state’s case may not be ironclad, most reasonable jurors would again vote to convict Mr Davis of Officer MacPhail’s murder. A federal court simply cannot interpose itself and set aside the jury verdict in this case absent a truly persuasive showing of innocence.”

„Der Fall ist zwar nicht vollkommen wasserdicht, die meisten Mitglieder einer Jury würden jedoch Mr. Davis wieder wegen Mordes an Officer MacPhail verurteilen. Ein Bundesgericht kann sich nicht anmaßen, das Urteil einer Jury zu missachten, wenn die Unschuld des Angeklagten nicht zweifellos bewiesen ist.“

## Reaktionen auf das Urteil von Juni 2010
In einer Veröffentlichung vom 27. August 2010 schrieb Amnesty International:

“If a state’s case against a condemned prisoner is not 'ironclad', should not that fact trouble those pursuing his execution?”

„Wenn der Fall gegen einen Verurteilten nicht ‚wasserdicht‘ ist, sollte diese Tatsache nicht denjenigen zu denken geben, die die Hinrichtung dieser Person fordern?“

Daneben wurde eine Aussage des Richters erwähnt, in der er zugab, dass die durch die Anhörung neu gewonnenen Erkenntnisse weitere Zweifel hinsichtlich der Rechtmäßigkeit der Verurteilung aufwarfen, jedoch nicht in dem Maße, um eine Aufhebung des Juryurteils zu bewirken. Der Auftrag an Troy Davis bei dieser Anhörung sei es nämlich gewesen, durch „klare und überzeugende Beweise zu belegen, dass kein vernünftiges Jurymitglied ihn im Lichte der neuen Beweise für den Mord an Officer Mark Allen MacPhail verurteilt hätte.“ Diesen hohen Anforderungen sei Davis nicht gerecht geworden, daher sei er „nicht unschuldig“.
Menschenrechtsorganisationen zeigten sich besorgt über diese Umkehr der Beweislast. Die aufgerufenen Zeugen bezeichnete Richter Moore als „unglaubwürdig“. Amnesty International und andere Unterstützer von Troy Davis, darunter seine Schwester Martina Correira, stellten die Frage, wie Richter Moore die Zeugen, die bei der Verurteilung Troys als glaubwürdig gegolten haben, bei der erneuten Anhörung als „unglaubwürdig“ bezeichnen könne.

## Kampagne

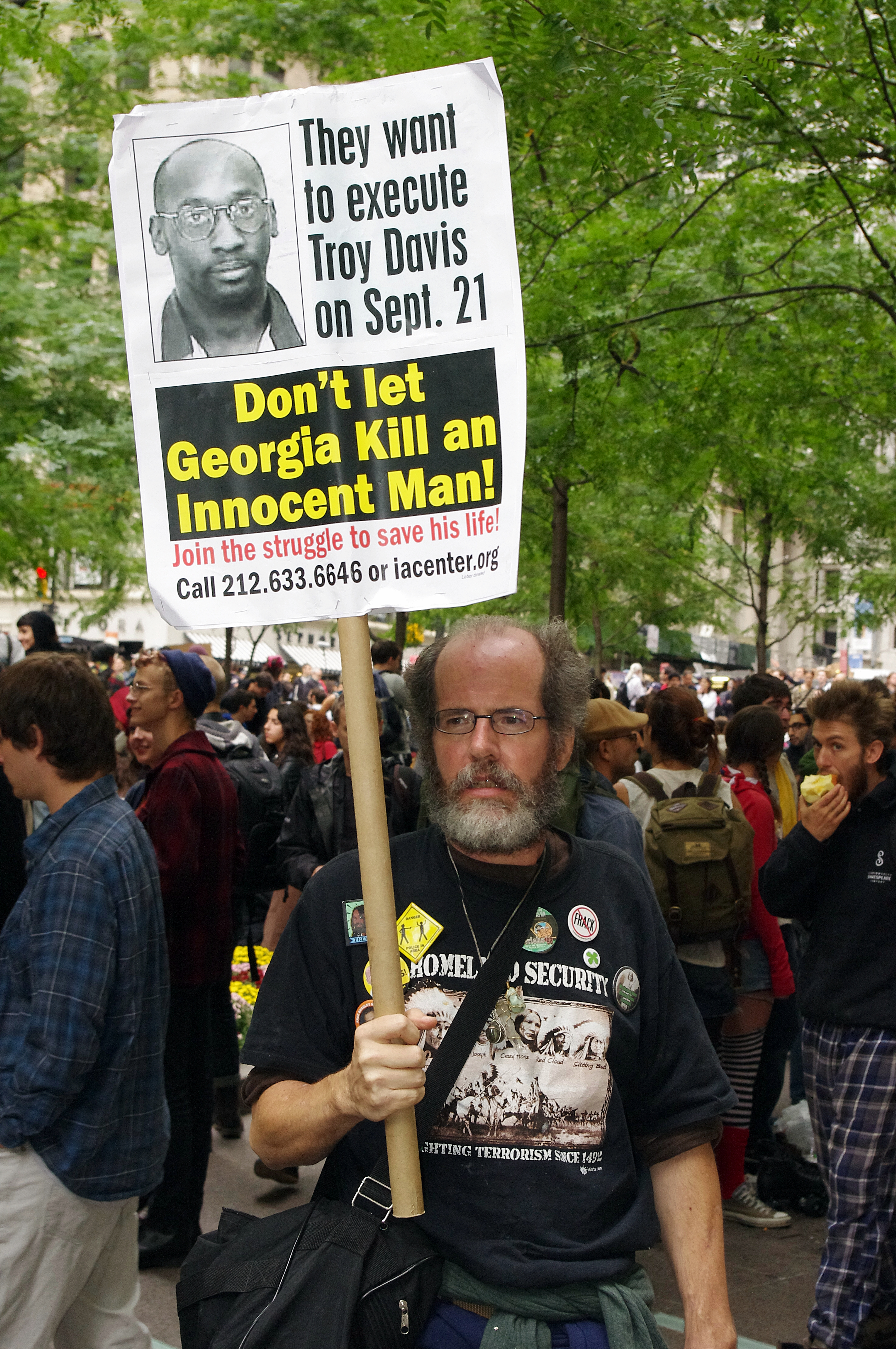
Protest gegen die angekündigte Exekution 2011

Zahlreiche Organisationen, die gegen die Todesstrafe kämpfen und Troy Davis schon in der Vergangenheit unterstützt haben, riefen die Öffentlichkeit auf, weiter für die Gerechtigkeit zu kämpfen. Dem Grundsatz der Rechtsstaatlichkeit „In dubio pro reo“ werde nicht Rechnung getragen. Zu den prominentesten Unterstützern von Troy Davis gehören der frühere US-Präsident Jimmy Carter, Papst Benedikt XVI., Bischof Desmond Tutu aus Südafrika, die EU-Außenbeauftragte Catherine Ashton, die Rockband R.E.M., die Schauspielerin Mia Farrow, Amnesty International und Democracy Now. Auch der ehemalige FBI-Direktor William S. Sessions setzte sich dafür ein, das Todesurteil in eine lebenslange Gefängnisstrafe umzuwandeln. Weltweit unterzeichneten fast eine Million Menschen eine Petition, die eine Begnadigung für Davis forderte.

## Exekution
Im Januar 2011 rief das Verteidigungsteam von Troy Davis erneut den Obersten Gerichtshof der Vereinigten Staaten an. Dieser entschied am 28. März 2011, dass alle noch vorliegenden Rechtsmittel verworfen werden. Am 20. September 2011 wies der Bundesstaat Georgia ein Begnadigungsgesuch von Troy Davis zurück. Seine Hinrichtung wurde für den Folgetag angesetzt. Ein Antrag, die Hinrichtung auszusetzen, wurde vom Obersten Gerichtshof abgelehnt. In den Abendstunden des 21. September wurde Davis eine Giftspritze verabreicht, sein Tod wurde um 23:08 Ortszeit festgestellt.
Mitglieder der Familie des 1989 getöteten Polizisten waren auf eigenen Wunsch bei der Hinrichtung zugegen. Insgesamt war es die 52. Hinrichtung im Bundesstaat Georgia seit der Wiedereinführung der Todesstrafe im Jahr 1976.
Die letzten Worte von Troy Davis waren:

„I'd like to address the MacPhail family. Let you know, despite the situation you are in, I'm not the one who personally killed your son, your father, your brother. I am innocent. The incident that happened that night is not my fault. I did not have a gun. All I can ask ... is that you look deeper into this case so that you really can finally see the truth. I ask my family and friends to continue to fight this fight. For those about to take my life, God have mercy on your souls. And may God bless your souls.“

„Ich möchte mich an die Familie MacPhail wenden. Ihr sollt wissen, trotz der Situation in der ihr seid, dass ich nicht derjenige bin, der euren Sohn, euren Vater, euren Bruder getötet hat. Ich bin unschuldig. Der Vorfall in jener Nacht ist nicht meine Schuld. Ich hatte keine Waffe. Alles, worum ich bitte, ist, dass ihr den Fall genauer anschaut und so letztlich die Wahrheit seht. Ich bitte meine Familie und Freunde, den Kampf weiter zu kämpfen. Gott möge den Seelen derjenigen gnädig sein, die mir das Leben nehmen. Gott segne eure Seelen.“